# Liste der Naturdenkmale im Amt Bad Doberan-Land
Die Liste der Naturdenkmale im Amt Bad Doberan-Land nennt die Naturdenkmale im Amt Bad Doberan-Land im Landkreis Rostock in Mecklenburg-Vorpommern.

## Admannshagen-Bargeshagen
In diesem Ort sind keine Naturdenkmale bekannt.

## Bartenshagen-Parkentin
| Bild                          | Nr.          | Bezeichnung                                               | Standort                                                              | Beschreibung             | Schutzzweck | Verordnung                                                                                   |
| ----------------------------- | ------------ | --------------------------------------------------------- | --------------------------------------------------------------------- | ------------------------ | ----------- | -------------------------------------------------------------------------------------------- |
| BW                            |              | Eiche                                                     | Parkentin Friedhof (54° 4′ 38,7″ N, 11° 58′ 45,8″ O)                  |                          |             | Verordnung zur Sicherung von Naturdenkmalen im Kreise Rostock, 28.01.1939                    |
| BW                            |              | Linde                                                     | Parkentin Dorfplatz (54° 4′ 36,6″ N, 11° 58′ 48,6″ O)                 |                          |             | 7. Nachtragsverordnung zur Sicherung von Naturdenkmalen im Kreise Rostock - Land, 26.08.1943 |
| BW                            |              | Ginkgo                                                    | Hütten (b. Parkentin) (54° 4′ 33,1″ N, 11° 57′ 33″ O)                 |                          |             | Beschluss Nr. 26/VIII - 4./84 des Kreistages Bad Doberan, 14.11.1984                         |
| mehr Fotos \| Fotos hochladen |              | 8 Steine eines freigelegten Hünengrabes (ohne Deckplatte) | Bollbrücke (54° 4′ 42,5″ N, 11° 57′ 9,5″ O)                           | Großsteingrab Bollbrücke |             |                                                                                              |
| BW                            |              | Findling (Gedenkstein)                                    | Bollbrücke (54° 4′ 4,1″ N, 11° 57′ 33,1″ O)                           |                          |             | 6. Nachtragsverordnung zur Sicherung von Naturdenkmalen im Kreise Rostock - Land, 01.07.1942 |
| BW                            | fnd_dbr_023  | Orchideenwiese (bei Bollbrügge)                           | Bollbrügge und Althof (Bad Doberan) (54° 4′ 56,3″ N, 11° 57′ 11,9″ O) |                          |             | Fläche 1,81 ha                                                                               |
| BW                            | fnd_dbr_024a | Orchideenwiese (Parkentin-Neuhof)                         | (54° 4′ 39″ N, 11° 58′ 27,8″ O)                                       |                          |             | Fläche 0,89 ha                                                                               |
| BW                            | fnd_dbr_024b | Orchideenwiese (Parkentin-Neuhof)                         | (54° 4′ 35,4″ N, 11° 58′ 27,1″ O)                                     |                          |             | Kreistagsbeschluss des Rates des Kreises Bad Doberan Nr. 26/VIII-4/84 vom 14.11.1984         |

## Börgerende-Rethwisch
| Bild | Nr.         | Bezeichnung    | Standort                                             | Beschreibung | Schutzzweck | Verordnung                                                                           |
| ---- | ----------- | -------------- | ---------------------------------------------------- | ------------ | ----------- | ------------------------------------------------------------------------------------ |
| BW   | fnd_dbr_008 | Meerkohlstrand | Börgerende (54° 8′ 56,5″ N, 11° 52′ 44,3″ O)         |              |             | Kreistagsbeschluss des Rates des Kreises Bad Doberan Nr. 26/VIII-4/84 vom 14.11.1984 |
| BW   |             | Eiche          | Rethwisch Friedhof (54° 8′ 23,1″ N, 11° 56′ 15,5″ O) |              |             | Verordnung zur Sicherung von Naturdenkmalen im Kreise Rostock, 28.01.1939            |

## Hohenfelde
| Bild | Nr.         | Bezeichnung             | Standort                                                  | Beschreibung        | Schutzzweck | Verordnung |
| ---- | ----------- | ----------------------- | --------------------------------------------------------- | ------------------- | ----------- | ---------- |
| BW   | fnd_dbr_030 | Quellental              | Retschow und Hohenfelde (54° 4′ 36,5″ N, 11° 53′ 47,8″ O) | Fläche 5,70 ha      |             |            |
| BW   | fnd_dbr_001 | Trollblumenwiese Althof | (54° 4′ 41,5″ N, 11° 55′ 38,3″ O)                         | Fläche 0,30 ha      |             |            |
| BW   | fnd_dbr_014 | Roedengrund             | (54° 3′ 43,2″ N, 11° 56′ 8,9″ O)                          | Fläche 3,00 ha. NSG |             |            |
| BW   | fnd_dbr_015 | Franzmoor               | (54° 3′ 14,8″ N, 11° 55′ 23,9″ O)                         | Fläche 3,00 ha      |             |            |

## Nienhagen
| Bild                          | Nr.         | Bezeichnung    | Standort                          | Beschreibung   | Schutzzweck | Verordnung |
| ----------------------------- | ----------- | -------------- | --------------------------------- | -------------- | ----------- | ---------- |
| mehr Fotos \| Fotos hochladen | fnd_dbr_021 | Gespensterwald | (54° 9′ 46,1″ N, 11° 56′ 25,7″ O) | Fläche 2,70 ha |             |            |
| BW                            | fnd_dbr_022 | Granitzbachtal | (54° 9′ 38,8″ N, 11° 55′ 56″ O)   | Fläche 2,30 ha |             |            |

## Reddelich
| Bild | Nr. | Bezeichnung               | Standort                                                       | Beschreibung | Schutzzweck | Verordnung                                                                                               |
| ---- | --- | ------------------------- | -------------------------------------------------------------- | ------------ | ----------- | --- |
| BW   |     | Gedenkstein mit Inschrift | Reddelich Alte Dorfstraße (54° 5′ 18,9″ N, 11° 50′ 52,3″ O)    |              |             | 6. Nachtragsverordnung zur Sicherung von Naturdenkmalen im Kreise Rostock - Land, 1.07.1942              |
| BW   |     | Stieleiche                | Reddelich Alte Dorfstraße (54° 5′ 19″ N, 11° 50′ 53,1″ O)      |              |             | VO über die Erhebung von 1 Eiche in Reddelich zum Naturdenkmal des Landkreises Bad Doberan, 12.01.2009   |
| BW   |     | Walnuss                   | Reddelich Steffenshäger Straße (54° 5′ 21,9″ N, 11° 50′ 59″ O) |              |             | VO über die Erhebung von 1 Walnuss in Reddelich zum Naturdenkmal des Landkreises Bad Doberan, 12.01.2009 |

## Retschow
| Bild | Nr.         | Bezeichnung                              | Standort                                                                   | Beschreibung   | Schutzzweck | Verordnung                                                                                   |
| ---- | ----------- | ---------------------------------------- | -------------------------------------------------------------------------- | -------------- | ----------- | -------------------------------------------------------------------------------------------- |
| BW   |             | 1. von 2 Kastanien                       | Retschow Am Burgwall (54° 2′ 45,6″ N, 11° 52′ 20,5″ O)                     |                |             | 6. Nachtragsverordnung zur Sicherung von Naturdenkmalen im Kreise Rostock - Land, 01.07.1942 |
| BW   |             | 2. von 2 Kastanien                       | Retschow Am Burgwall (54° 2′ 45,1″ N, 11° 52′ 20,2″ O)                     |                |             | 6. Nachtragsverordnung zur Sicherung von Naturdenkmalen im Kreise Rostock - Land, 01.07.1942 |
| BW   |             | Esche                                    | Retschow Dorfstraße (54° 2′ 43,6″ N, 11° 52′ 19,7″ O)                      |                |             | 6. Nachtragsverordnung zur Sicherung von Naturdenkmalen im Kreise Rostock - Land, 01.07.1942 |
| BW   |             | Linde                                    | Retschow Friedhof, Dorfstraße (54° 2′ 43,5″ N, 11° 52′ 24,2″ O)            |                |             | 6. Nachtragsverordnung zur Sicherung von Naturdenkmalen im Kreise Rostock - Land, 01.07.1942 |
| BW   |             | Linde?                                   | Retschow Friedhof, östlich der Kirche (54° 2′ 42,9″ N, 11° 52′ 26,8″ O)    |                |             | Verordnung zur Sicherung von Naturdenkmalen im Kreise Rostock, 28.01.1939                    |
| BW   |             | Linde?                                   | Retschow Friedhof, südöstlich der Kirche (54° 2′ 42,1″ N, 11° 52′ 26,7″ O) |                |             | Verordnung zur Sicherung von Naturdenkmalen im Kreise Rostock, 28.01.1939                    |
| BW   |             | Gedenkstein (für Oberförster Max Lueder) | Retschow Friedrich-Franz-Schneise (54° 2′ 41,2″ N, 11° 53′ 57,4″ O)        |                |             | 6. Nachtragsverordnung zur Sicherung von Naturdenkmalen im Kreise Rostock - Land, 01.07.1942 |
| BW   |             | Findling (Opferstein)                    | Ivendorfer Forst (54° 3′ 33,8″ N, 11° 54′ 10,1″ O)                         |                |             | 6. Nachtragsverordnung zur Sicherung von Naturdenkmalen im Kreise Rostock - Land, 01.07.1942 |
| BW   |             | Lärche                                   | Hof Glashagen (54° 4′ 39,2″ N, 11° 53′ 23,5″ O)                            |                |             | 7. Nachtragsverordnung zur Sicherung von Naturdenkmalen im Kreise Rostock - Land, 26.08.1943 |
| BW   |             | Linde                                    | Hof Glashagen (54° 4′ 41,2″ N, 11° 53′ 26,7″ O)                            |                |             | 7. Nachtragsverordnung zur Sicherung von Naturdenkmalen im Kreise Rostock - Land, 26.08.1943 |
| BW   | fnd_dbr_030 | Quellental                               | Retschow und Hohenfelde (54° 4′ 36,5″ N, 11° 53′ 47,8″ O)                  | Fläche 5,70 ha |             |                                                                                              |
| BW   | fnd_dbr_031 | Schwarzes Moor                           | Ivendorfer Forst (54° 3′ 38,9″ N, 11° 53′ 21,5″ O)                         | Fläche 3,00 ha |             |                                                                                              |
| BW   | fnd_dbr_032 | Grundloses Moor                          | Ivendorfer Forst (54° 3′ 31,3″ N, 11° 53′ 35,9″ O)                         | Fläche 3,00 ha |             |                                                                                              |

## Steffenshagen
| Bild | Nr. | Bezeichnung | Standort                                            | Beschreibung | Schutzzweck | Verordnung                                                           |
| ---- | --- | ----------- | --------------------------------------------------- | ------------ | ----------- | -------------------------------------------------------------------- |
| BW   |     | Stieleiche  | Nieder Steffenshagen (54° 7′ 8,9″ N, 11° 48′ 44″ O) |              |             | Beschluss Nr. 26/VIII - 4./84 des Kreistages Bad Doberan, 14.11.1984 |
| BW   |     | Stieleiche  | Steffenshagen (54° 7′ 14,7″ N, 11° 49′ 38,4″ O)     |              |             | Beschluss Nr. 26/VIII - 4./84 des Kreistages Bad Doberan, 14.11.1984 |

## Wittenbeck
| Bild | Nr. | Bezeichnung | Standort                                          | Beschreibung | Schutzzweck | Verordnung                                                                                  |
| ---- | --- | ----------- | ------------------------------------------------- | ------------ | ----------- | ------------------------------------------------------------------------------------------- |
| BW   |     | Eiche       | Klein Bollhagen (54° 8′ 14,2″ N, 11° 47′ 24,1″ O) |              |             | . Nachtragsverordnung zur Sicherung von Naturdenkmalen im Kreise Rostock - Land, 01.07.1942 |